# رابرت ای. لویس
رابرت آلوین لویس (به انگلیسی: Robert A. Lewis؛ ۱۸ اکتبر ۱۹۱۷–۱۸ ژوئن ۱۹۸۳) افسر نیروی هوایی ایالات متحده آمریکا بود که در طول جنگ جهانی دوم در جبهه اقیانوس آرام خدمت می‌کرد. او کمک خلبان و فرمانده هواپیما انولا گی، بمب‌افکن بوئینگ بی-۲۹ سوپرفورترس بود که در ۸ اوت ۱۹۴۵ بمب اتمی پسر کوچک را بر روی شهر هیروشیما ژاپن انداخت.